# اچ‌ام‌ای‌اس مومباه
اچ‌ام‌ای‌اس مومباه (به انگلیسی: HMAS Mombah) نام یک کشتی است که در سال 1923 توسط کارگاه کشتی‎ سازی جزیره کوکاتو، برای نیروی دریایی سلطنتی استرالیا ساخته شد.